# 木太力甫·吾布力
木太力甫·吾布力（維吾爾語：مۇتەللىپ ئوبۇل‎，拉丁维文：Mutellip Obul，1958年7月—），男，维吾尔族，新疆喀什人，中华人民共和国政治人物，二级大法官。

## 生平
1977年7月参加工作。1984年7月喀什师范学院中文专业毕业。1989年1月加入中国共产党。1996年10月，任新疆疏勒县委副书记。1999年6月，任新疆伽师县委副书记、代理县长（2000年2月，正式当选县长）。2006年6月，任新疆克州党委常委、政法委副书记。2011年9月，任新疆克州党委副书记、政法委副书记。2012年3月，任新疆喀什地委副书记、行署专员。
2013年，当选第十二届全国人民代表大会新疆地区代表。
2015年4月，接替转任新疆维吾尔自治区人大常委会主任的乃依木·亚森，任新疆维吾尔自治区高级人民法院代理院长。2016年1月，任新疆维吾尔自治区高级人民法院院长。2018年1月，任新疆维吾尔自治区政协副主席。2022年1月，辞去自治区政协副主席职务。